# Ib Kunøe
Ib Kunøe (født 29. november 1943 i Aabenraa) er dansk finansmand og billedkunstner. Han er kendt for at opkøbe kriseramte it-selskaber og gøre dem til en succes. Han tjente penge på at udbrede rekrutteringsselskabet Mercuri Urval A/S til mange lande og har også haft stor succes med Columbus IT og Atea. Han har selv skabt sin formue og menes at være god for ca. 1,9 milliarder kroner i 2013. I 2005 grundlagde han PR- og kommunikationsbureauet Morsing PR.